# 岩瀨濱站
岩瀨濱站（日语：／ Iwasehama Eki */?）位於日本富山縣富山市岩瀨天神町，是富山地方鐵道富山港線的電車站（終點站）。車站編號為C39。

## 歷史

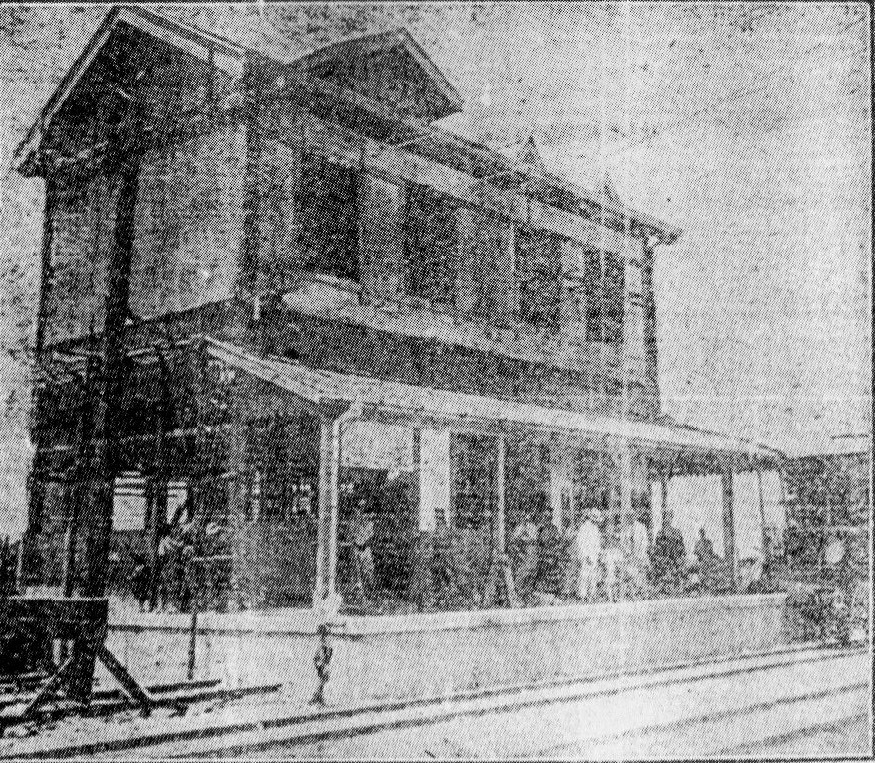
啟用當初的岩瀨港站

- 1924年（大正13年）7月23日 - 富岩鐵道（日语：富岩鉄道）富山口站至此站開通，岩瀨港站啟用[3][4]。當時車站只處理貨物[3]。
- 1927年（昭和2年）12月15日 - 營業範圍修正，開始設有旅客業務[3]。
- 1938年（昭和13年）1月1日 - 車站改名為岩瀨濱站[3][5]。
- 1939年（昭和14年）4月 - 車站遷移至現地[6]。
- 1941年（昭和16年）12月1日 - 在公司合併後，成為富山電氣鐵道富岩線車站[7]。
- 1943年（昭和18年）
  - 1月1日 - 公司改名，成為富山地方鐵道富岩線車站[6]。
  - 6月1日 - 被國有化，成為鐵道省（國鐵）富山港線車站[3][8]。當時為一般車站，但是不進行收集和交付業務[8]。
- 1946年（昭和21年）8月 - 新建車站大樓[9]。
- 1959年（昭和34年）4月18日 - 此站至東岩瀨站之間開設競輪場前臨時乘降場[10]。
- 1963年（昭和38年）1月1日 - 營業範圍修正，除了於專用線到發的車載貨物外，不處理其他貨物[11]。
- 1967年（昭和42年）12月 - 富山造船專用線完成[12]。
- 1971年（昭和46年）6月23日 - 新日本化學工業富山工場的專用線竣工[13]。
- 1974年（昭和49年）10月1日 - 營業範圍修正，此站可處理旅客、行李和於專用線到發的車載貨物[14]。
- 1984年（昭和59年）2月1日 - 營業範圍修正，此站不再處理行李和於專用線到發的車載貨物[15]。
- 1987年（昭和62年）4月1日 - 伴隨國鐵分割民營化，車站由西日本旅客鐵道（JR西日本）營運[5][6]。
- 1998年（平成10年）4月 - 成為無人車站[16]。
- 2006年（平成18年）
  - 3月1日 - 車站廢止[3][7]。
  - 4月29日 - 富山輕軌接管富山港線，此站重開[1][3][7]。
- 2020年（令和2年）2月22日 - 隨著富山輕軌被富山地方鐵道收費合併，成為富山地方鐵道的電車站[17][18]。

## 車站構造
電車站是地面車站，設有1面1線的單式月台。另外，在競輪場前站方向設有維護車輛專用側線。
月台為低地台，月台上設有上蓋。鄰接月台設有巴士站，這方便了乘客轉乘接駁巴士。

### JR富山港線時代
當時為地面車站，設有1面1線的單式月台。在設有貨物業務的時代，側線經常停泊了罐車，另外設有數條專用線連接此站。
在車站啟用當初，當時的車站位於現地西北方200米。在制定東岩瀨港發展規劃後，計劃進一步向南方延伸，建設大型旅客和貨物車站。但是，這個計劃到現今還未實現。在1939年（昭和14年）4月，車站遷移至現地。但是，由於舊車站大樓所在地設有貨車留置線，因此當時設有路軌從此站連接該處，中途經過富山縣道富山魚津1號線的平交道。隨著終止貨物業務，上述路軌已經撤走。
另外，啟用當初的車站大樓是富岩鐵道花費最多費用建設的大樓，在2樓設有會議室。但是在車站遷移後的1946年（昭和21年）8月，建設了新的木製車站大樓。在富山輕軌接管後，把於1946年（昭和21年）8月竣工的車站大樓拆毀。
在昭和40年代，一日平均有2200人使用此站，隨後繼漸減少。在1998年（平成10年）4月起成為無人車站。

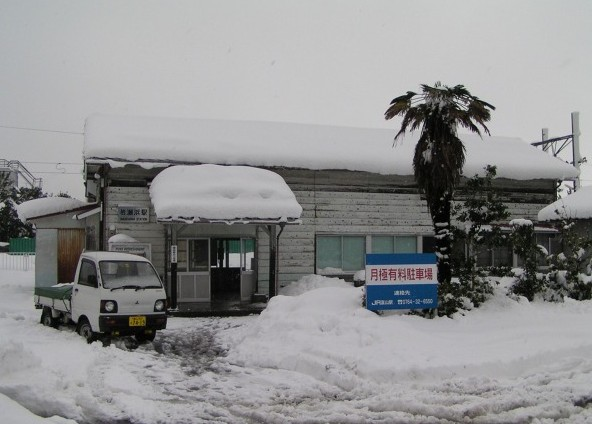
JR時代最後的冬天 （2005年（平成17年）12月）
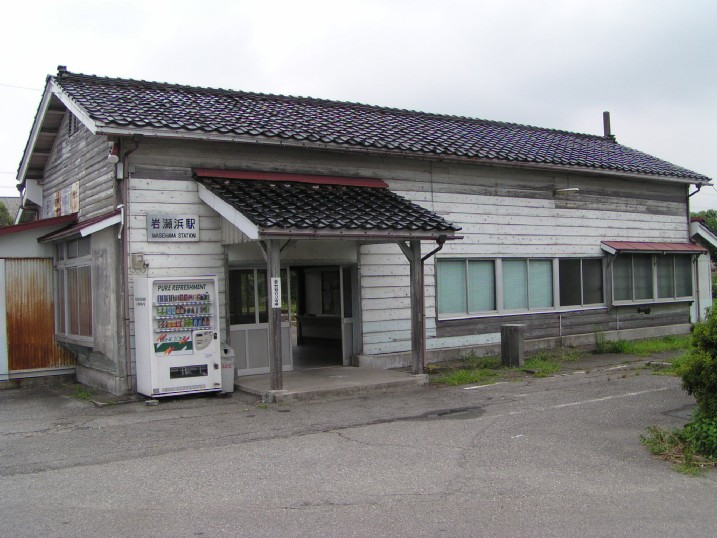
JR時代的岩瀨濱站 （2004年（平成16年）8月）

## 貨物業務

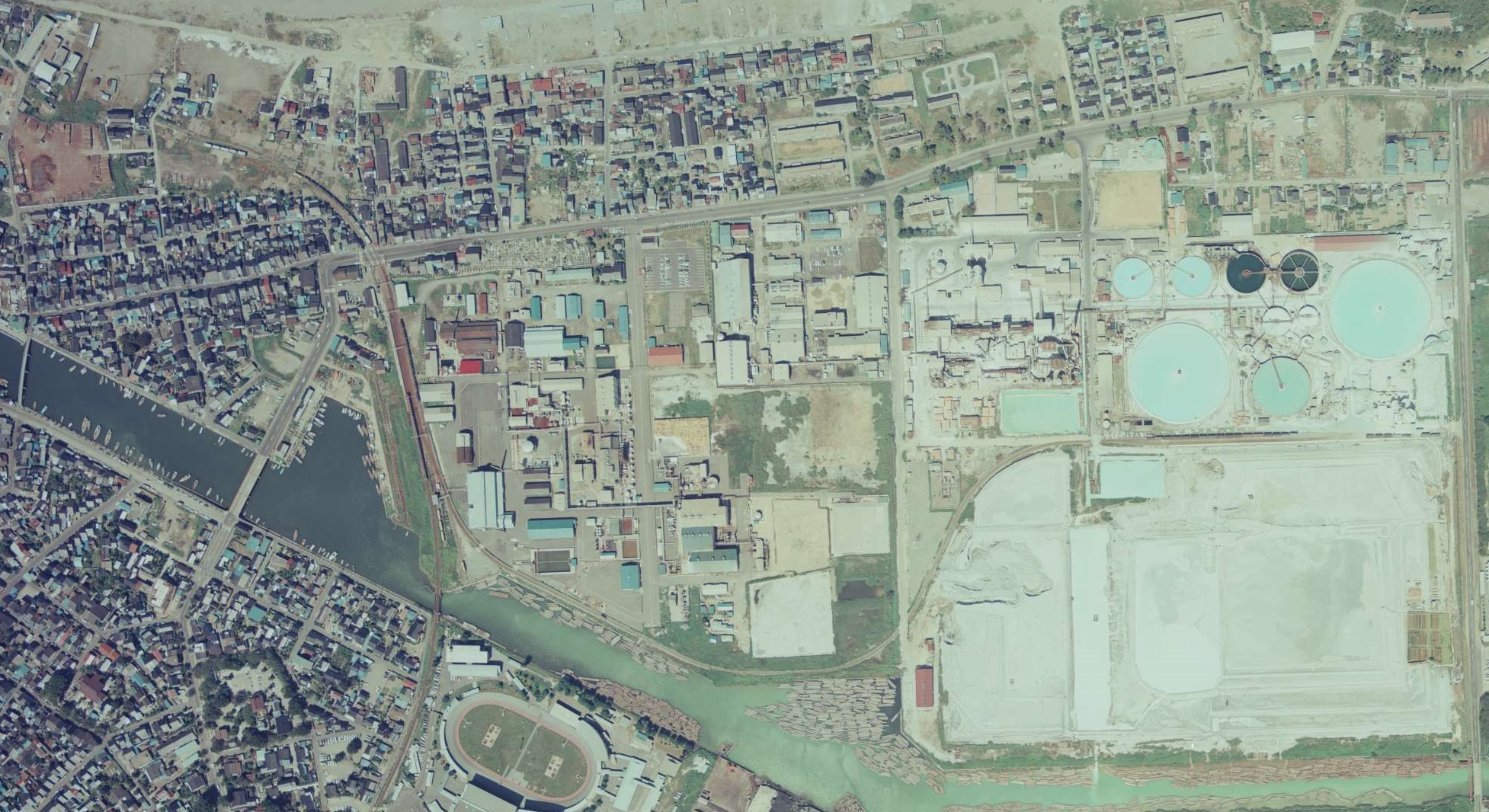
1975年（昭和50年）9月6日的航空相片

此站的貨物業務在1984年（昭和59年）2月1日起終止。
截至1970年（昭和45年）10月1日，設有以下連接此站的專用線。
- 鐵興社線（物流公司等：日本通運，動力：移動機車，作業里程：0.2公里，總延長里程：0.3公里）
- 富山造船線（物流公司等：日本通運，動力：由日本通運擁有的機車，作業里程：0.2公里，總延長里程：0.2公里）

截至1983年（昭和58年）4月1日，設有以下連接此站的專用線。
- 東洋曹達工業線（真實的托運公司：錦商事，物流公司等：日本通運，動力：由日本通運擁有的機車，作業里程：0.2公里，總延長里程：1.0公里）
- 富山造船線（物流公司等：日本通運、動力：日本通運所有機関車，作業里程：0.2粁、総延長粁程：0.2公里）
- 新日本化學工業線（真實的托運公司：日新苦土肥料，物流公司等：日本通運和富山港灣運送、動力：由日本通運擁有的機車，作業里程：1.1公里，總延長里程：0.9公里，備註：此專用線連接東洋曹達工業線。富山港灣運送只運送日新苦土肥料的貨物。暫停使用。）

## 使用狀況
根據《富山縣統計年鑑》，以下為各年度一日平均乘車人次：
| 年度               | 1日平均 乘車人次 |
| ------------------ | ---------------- |
| 2006年（平成18年） | 446              |
| 2005年（平成17年） | 220              |
| 2004年（平成16年） | 198              |
| 2003年（平成15年） | 212              |
| 2002年（平成14年） | 228              |
| 2001年（平成13年） | 248              |
| 2000年（平成12年） | 305              |
| 1999年（平成11年） | 319              |
| 1998年（平成10年） | 355              |
| 1997年（平成9年）  | 402              |

## 巴士路線
在富山輕軌富山港線啟用時，此站設有接駁巴士路線前往濱黑崎方向。原本富山地方鐵道設有巴士路線與富山港線並行。隨著富山輕軌富山港線接管，巴士路線需要取消，而富山輕軌的接駁巴士是以受託的方法運行（在2020年，富山輕軌合併至富山地方鐵道後，轉成直營事業）。該巴士線在2006年（平成18年）8月28日起延伸至水橋漁港方向，而途經的住宅區也改變了。在2007年（平成19年）3月起，巴士路線不再途經住宅區，巴士路線走線改為直接來往此站與水橋漁港。
在星期六、日及假期，射水市社區巴士海王丸公園、輕軌接續線會設有服務，連接此站和新湊大橋西棧橋口之間。

## 鐵道少女
在鐵道少女中，設有取自富山港線車站為名的人物「岩瀨優子」，當中名稱取自此站站名與富山港線前身富山輕軌的吉祥物而成。在當時的富山輕軌富山港線各站中張貼了岩瀨優子的海報，以提醒交通道德與避免事故發生，也有電車的整個車身都張貼了岩瀨優子的特別塗裝。

## 車站周邊
- 岩瀨濱海灘
- 岩瀨運河會館
- 富山港觀景台
- 東Sol（日语：東ソー）富山事業所
- 三菱化學（日语：三菱ケミカル）富山事業所

## 相鄰電車站
富山地方鐵道
■富山港線
競輪場前（C38）－岩瀨濱（C39）

## 注腳
1. 1 2 3 4  川島 2010，第86頁.
2. ↑  .   [2021年4月19日]. （原始内容存档于2021年3月5日） （日语）.
3. 1 2 3 4 5 6 7  朝日 2011，第18頁.
4. ↑  《官報》（71頁），1924年（大正13年）8月5日，內閣印刷局
5. 1 2  石野哲輔，《停車場変遷大事典　国鉄・JR編Ⅱ》（163頁），1998年（平成10年）10月，JTB
6. 1 2 3  土居靖範，「JR富山港線のLRT転換と課題(上)」，《立命館経営学》第43卷6號所收，2005年（平成17年）3月，立命館大學
7. 1 2 3  今尾惠介監修，《日本鉄道旅行地図帳 全線・全駅・全廃線 6号》（35頁），2008年（平成20年）10月，新潮社
8. 1 2  昭和18年鐵道省告示第119號（《官報》第4907號，1943年（昭和18年）5月25日，大藏省印刷局）
9. 1 2  金澤鐵道管理局編，《北陸線のあゆみ》（8頁），1969年（昭和44年）10月，金澤鐵道管理局
10. ↑  石野哲輔，《停車場変遷大事典　国鉄・JR編Ⅱ》（162頁），1998年（平成10年）10月，JTB
11. ↑  昭和37年12月21日日本國有鐵道公示第625號（《官報》，1962年（昭和37年）12月21日，大藏省印刷局）
12. ↑  「富山造船への引き込み線開通」，《北日本新聞》（3面），1967年（昭和42年）12月29日，北日本新聞社
13. ↑  「専用引込み線完成 新日化富山工場が岩瀬浜駅から」，《北日本新聞》（4面），1971年（昭和46年）6月24日，北日本新聞社
14. ↑  昭和49年9月12日日本國有鐵道公示第208號（《官報》，1974年（昭和49年）9月12日，大藏省印刷局）
15. 1 2  昭和59年1月30日日本國有鐵道公示第174號（《官報》，1984年（昭和59年）1月30日，大藏省印刷局）
16. 1 2  「一時停車とやまの駅 岩瀬浜」，《北日本新聞》（23面），1998年（平成10年）11月28日，北日本新聞社
17. ↑  . 日本経済新聞. 2020-02-21  [2020-02-22]. （原始内容存档于2020-02-22） （日语）.
18. ↑  . 日本経済新聞. 2019-10-01  [2020-02-22]. （原始内容存档于2019-10-05） （日语）.
19. 1 2  川島 2010，第18頁.
20. 1 2  室哲雄，「日本初の本格的なLRTの導入・その成果と今後の展開――富山県富山市――」，《IATSS review》第34卷2號所收，2009年（平成21年）8月，國際交通安全學會
21. ↑  折戶厚子，「プロジェクト紹介 富山ライトレール」，《CREC》第156號所收，2006年（平成18年）9月，中部開發中心
22. 1 2  相賀徹夫，《国鉄全線各駅停車7 北陸・山陰510駅》（173頁），1984年（昭和59年）1月，小學館
23. ↑  「ありがとう富山港線、こんにちはポートラム」編集委員會編，《ありがとう富山港線、こんにちはポートラム》（28頁），2006年（平成18年）5月，TC出版
24. ↑  土居靖範，「JR富山港線のLRT転換と課題(上)」，《立命館経営学》第43卷6號所收，2005年（平成17年）3月，立命館大學
25. ↑  「ありがとう富山港線、こんにちはポートラム」編集委員會編，《ありがとう富山港線、こんにちはポートラム》（42頁），2006年（平成18年）5月，TC出版
26. ↑  草卓人，《富山廃線紀行》（31頁），2008年（平成20年）8月，桂書房
27. ↑  草卓人編，《鉄道の記憶》（475頁），2006年（平成18年）2月，桂書房
28. ↑  松尾定行，《消えた駅舎 消える駅舎》（82和83頁），2012年（平成24年）4月，東京堂出版
29. ↑  日本國有鐵道貨物局編，《専用線一覧表 昭和45年10月1日》（213頁），1970年（昭和45年），日本國有鐵道貨物局
30. ↑  名取紀之編，《トワイライトゾ～ン・マニュアル6》（《Rail Magazine》別卷）第14卷第17號，1997年（平成9年）10月，Neko出版
31. ↑  《個別公共事業の評価書―平成18年度― （页面存档备份，存于）》，2005年（平成17年）3月，國土交通省
32. ↑  統計年鑑 （页面存档备份，存于）（日語） - 富山縣
33. ↑  朝日 2011，第17頁.
34. ↑  「浜黒崎・四方　フィーダーバス ライトレールと結ぶ 近隣住民も便利に」，《北日本新聞》（18面），2006年（平成18年）4月30日，北日本新聞社
35. ↑  「富山ライトレールの支線バス 住民要望のルート試行 今月末から」，《北日本新聞》（35面），2006年（平成18年）8月18日，北日本新聞社
36. ↑  「富山港線フィーダーバス 新ルート誕生祝う 水橋地区アクセス向上」，《北日本新聞》（25面），2006年（平成18年）8月29日，北日本新聞社
37. ↑  「富山ライトレールの支線バス 再び直線ルートに 団地経由は「不便」」，《富山新聞》（31面），2007年（平成19年）2月15日，富山新聞社
38. ↑  海王丸パーク・ライトレール接続線 （页面存档备份，存于）（日語） - 射水市
39. ↑  PL02 岩瀬ゆうこ （页面存档备份，存于）（日語） - Tomytec
40. ↑  「岩瀬ゆう子が「ルール守って」 富山ライトレールのマスコット 全電停にイラスト掲示」，《富山新聞》（26面），2016年（平成28年）11月15日，富山新聞社
41. ↑  . 北陸新幹線で行こう!北陸・信越観光ナビ（北日本新聞）. 2015-09-15  [2021-05-02]. （原始内容存档于2021-05-01） （日语）.
42. ↑  . Response. 2017-08-09  [2021-05-02]. （原始内容存档于2021-05-03） （日语）.
43. ↑  . 朝日新聞數碼. 2018-01-12  [2021-05-02]. （原始内容存档于2018-01-13） （日语）.

## 外部連結
- 岩瀨濱站 時間表PDF（日語） - 富山地方鐵道